# Podchlumí (Mladá Boleslav)
Podchlumí je část města Mladá Boleslav v okrese Mladá Boleslav. Nachází se 1,5 kilometru jihovýchodně od Mladé Boleslavi nedaleko dálnice D10. Podchlumí leží v katastrálním území Mladá Boleslav o výměře 11,54 km². Podchlumí bylo založeno okolo roku 1930 jako osada nouzových domků, označované též lidovým názvem Maroko.